# Geseke
Geseke je historické okresní město v Německu, v Severním Porýní-Vestfálsku a v zemském okrese Soest, ležící v regionu Hellweg, východně od Lippstadtu a Erwitte a západně od Salzkottenu. V roce 2023 zde žilo téměř 22 tisíc obyvatel.

## Administrativní členění
Město po vládní reformě z roku 1975 tvoří historické centrum a 7 připojených obcí.
- Geseke (14.451 obyvatel)
- Bönninghausen (105)
- Ehringhausen (1.628)
- Eringerfeld (494)
- Ermsinghausen (70)
- Langeneicke (1.174)
- Mönninghausen (841)
- Störmede (2.316)

## Historie
Osídlení oblasti Hellweg je doloženo od pravěku, byly zdokumentovány mohyly se zbraněmi v zemědělské oblasti kolem Eringerfeldu. K nejstarším nálezům v samotném Geseke patří široký trojúhelný klín, typický pro rössenskou kulturu. Byl objeven v Ehringhausenu a datován do doby kolem roku 4600 před naším letopočtem. 
Další nálezy představovaly zbraně, zejména sekery z Michelsbergu. 
V šestém a sedmém století našeho letopočtu oblast dnešního Geseke osídlili Frankové. Při výkopových pracích v roce 1973 byla v areálu kláštera v centru města objevena franská hrnčířská pec. Osídlení tedy bylo starší než dobytí oblasti Karlem Velikým a jeho setkání s papežem Lvem III. v Paderbornu v roce 799.
První písemná zmínka o městě Geseke (psáno „Geiske“) je v donační listině císaře Ludvíka Pobožného z roku 833. Existují rovněž archeologické doklady o osídlení okolíː k roku 822 v Bönninghausenu, který je jen několik kilometrů od centra města Geseke.
V roce 946 založila rodina Haoldeových v Geseke ženský klášter Panny Marie a svatého Cyriaka (Damenstift). O šest let později císař Ota I. Veliký založení potvrdil a vzal ženský klášter pod svou ochranu. První abatyší se stala Wichburga z rodu Haoldů. Jméno Gesekes jako „civitas“ a zmínka o opevnění svědčí o důležitosti místa.
V roce 1011 císař Jindřich II. rozsáhlé hrabství Haolda II. daroval biskupu Meinwerkovi z Paderbornu. To znamenalo, že celá oblast Geseke byla podřízena biskupům z Paderbornu. O tři roky později byl klášter převeden na kolínského arcibiskupa.
V roce 1180 byl saský vévoda Jindřich Lev svržen císařem Fridrichem I. a kolínskému arcibiskupovi bylo svěřeno vévodství vestfálské. To zahrnovalo i městskou osadu Geseke, která byla nejvýznamnějším východním pohraničním městem v diecézi Paderborn.
V roce 1217 bylo Geseke povýšeno na město. V roce 1348 celoevropská epidemie moru zasáhla také Geseke, zemřelo mnoho obyvatel. Roku 1412 bylo založeno bratrstvo střelců sv. Šebestiána. 
Lutherovo učení a reformace se ve městě prosadily až roku 1564. Za třicetileté války město úspěšně hájilo vojsko pod velením Dietricha Ottmara von Erwitte proti vojsku knížete Kristána Brunšvického. V letech 1635–1636 město opět těžce zasáhl mor. Roku 1637 byl založen klášter františkánů. 
Mezi léty 1604–1715 se v Geseke konaly čarodějnické procesy, při kterých bylo nejméně 100 mužů žen i děti zajato a vězněno v Prašné věži městského opevnění, údaje o počtu obětí se dochovaly jen k prvním letům procesů. 
Po zrušení kolínského kurfiřtství roku 1802 byl zrušen ženský klášter v Geseke, v roce 1834 také františkánský klášter, město sekularizováno a podřízeno lankraběti Hesensko-Darmstadtskému. 
V roce 1806 mělo město 447 domů s 2 741 obyvateli, z toho 2 593 katolíků, 134 Židů a 14 luteránů. 
V roce 1850 byla do města přivedena železniční trať Hamm-Soest-Paderborn Královské vestfálské železniční společnosti. Až do roku 1918 bylo Geseke součástí Pruska.
V roce 1933 převzali moc ve městě národní socialisté, při listopadovém pogromu v roce 1938 dal velitel SS židovské rodiny uvěznit v synagóze. V následujících letech byli Židé transportováni do koncentračních táborů. Spojenecké nálety z let 1944–1945 se zaměřily zejména na městskou čtvrť kolem nádraží, obytné domy zůstaly poměrně dobře zachovány. Nucenou správu po skončení války převzali Francouzi.

## Památky
- Městský kostel sv. Petra
- Kostel sv. Cyriaka, založený ve 12. století, při bývalém ženském klášteře
- Zámek ve Störmede přestavěn z hradu hrabětem Wilhelmem von Bocholtz-Meschede, za druhé světové války vybombardován, do roku 2011 pustý, nyní opět rekonstruován
- Kostel sv. Pankráce v Störmede gotický, patřil ke zrušenému klášteru Nazareth
- Vlastivědné muzeum (Heimatmuseum) – v hrázděném lidovém domě
- Hexenturm – ruina prašné věže, zvaná Věž čarodějnic

## Partnerská města
- Loos-Nord, Francie
- Lille, Francie

## Galerie

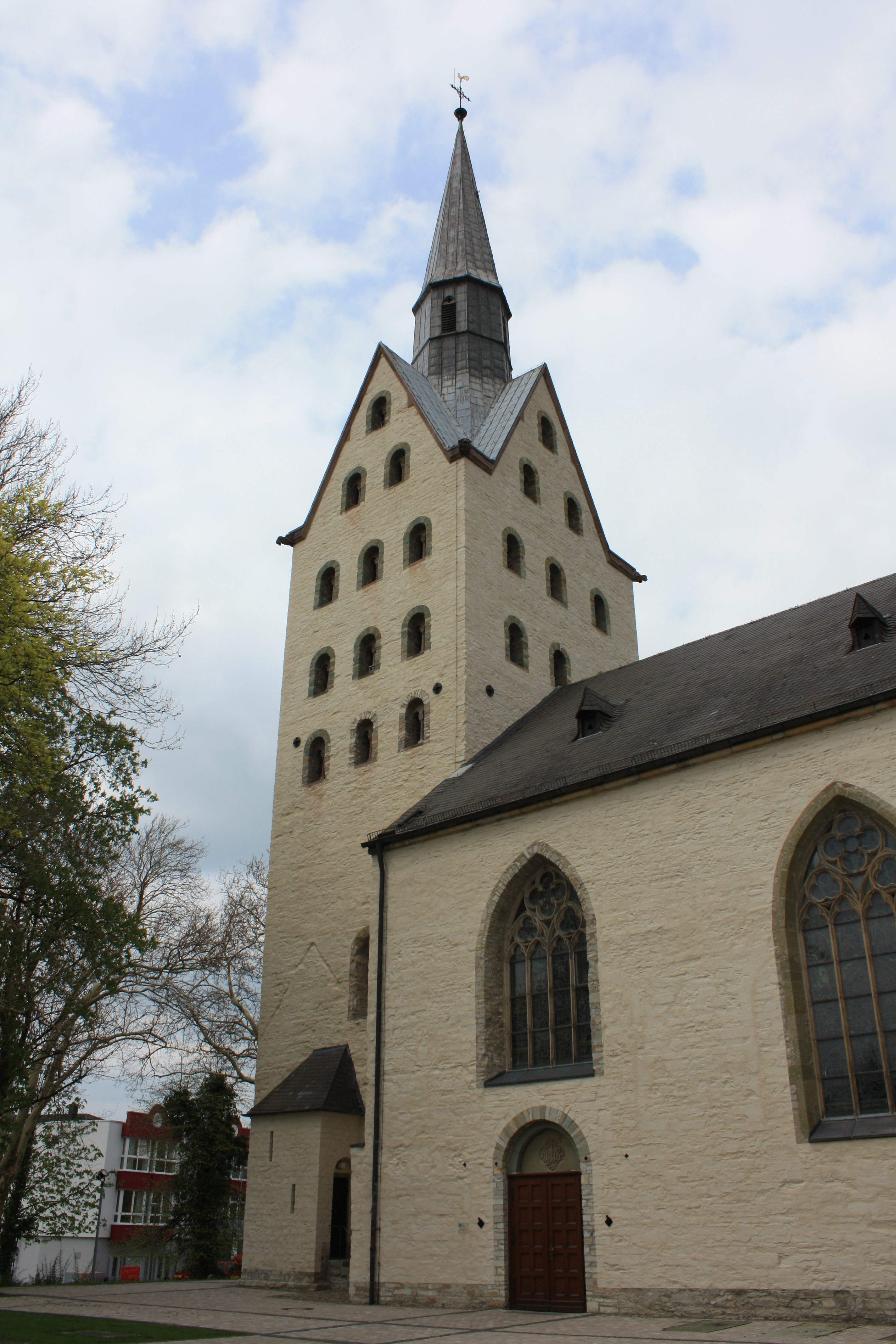
Kostel sv. Cyriaka
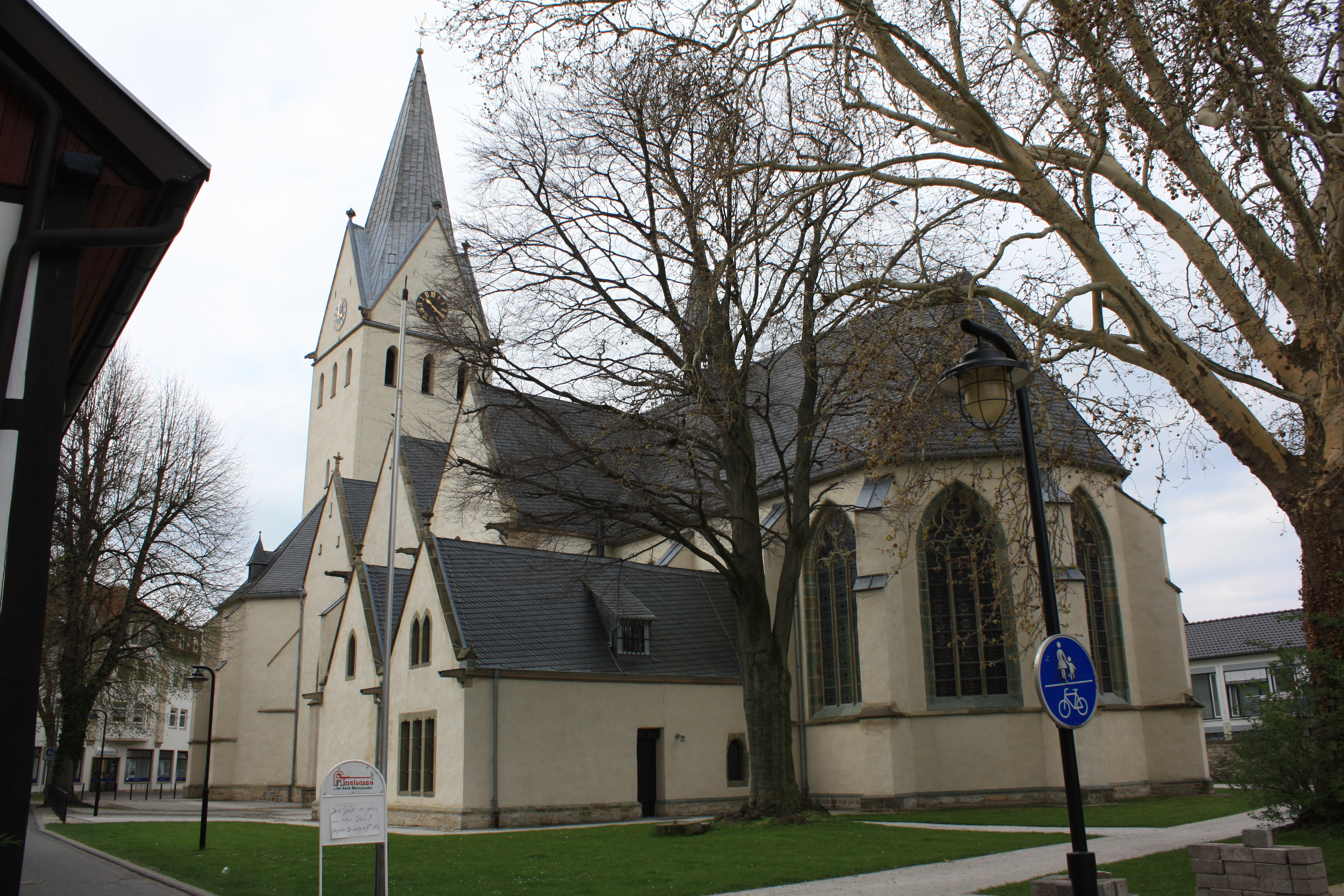
Kostel sv. Petra
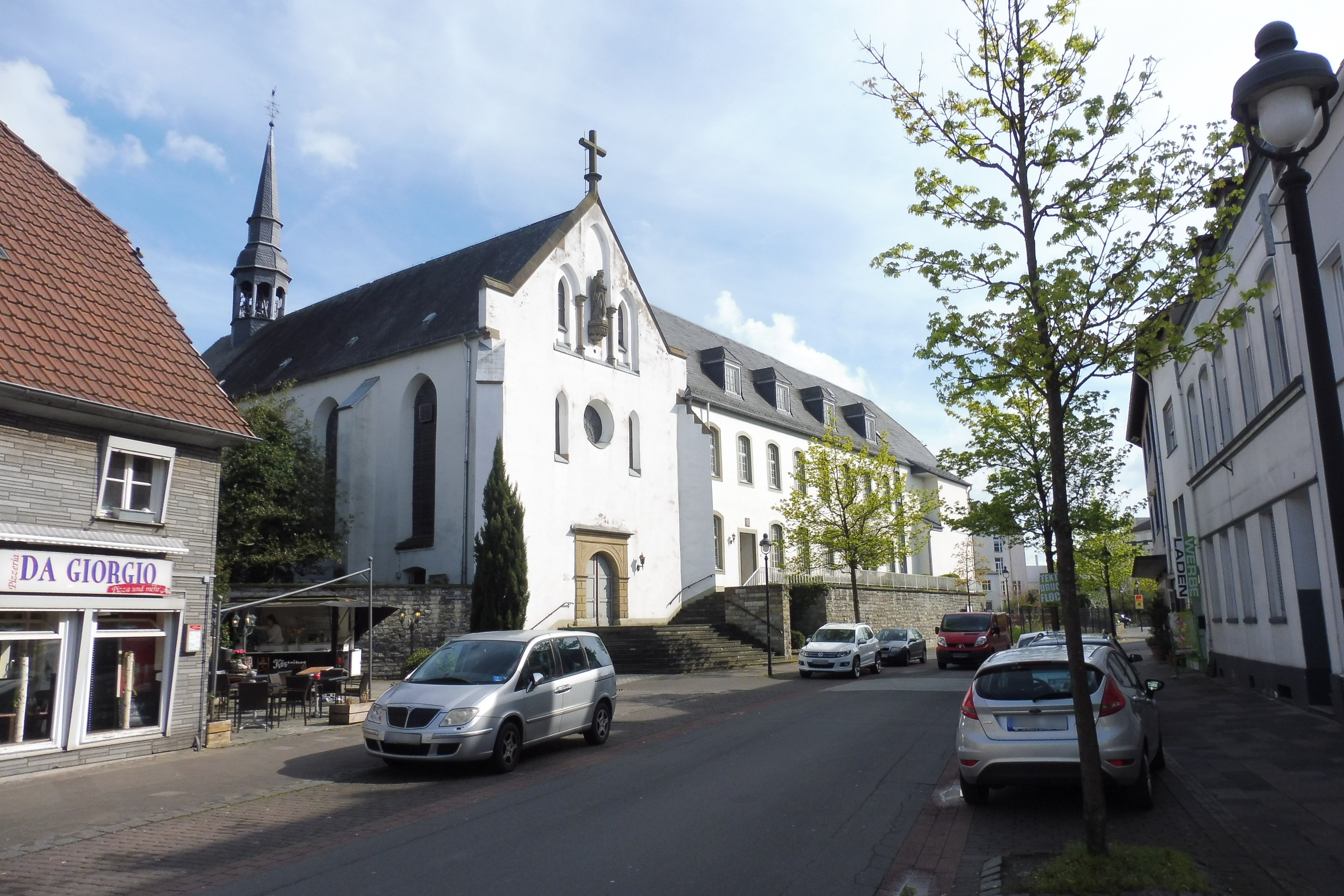
Kostel sv. Jana Křtitele s františkánským klášterem
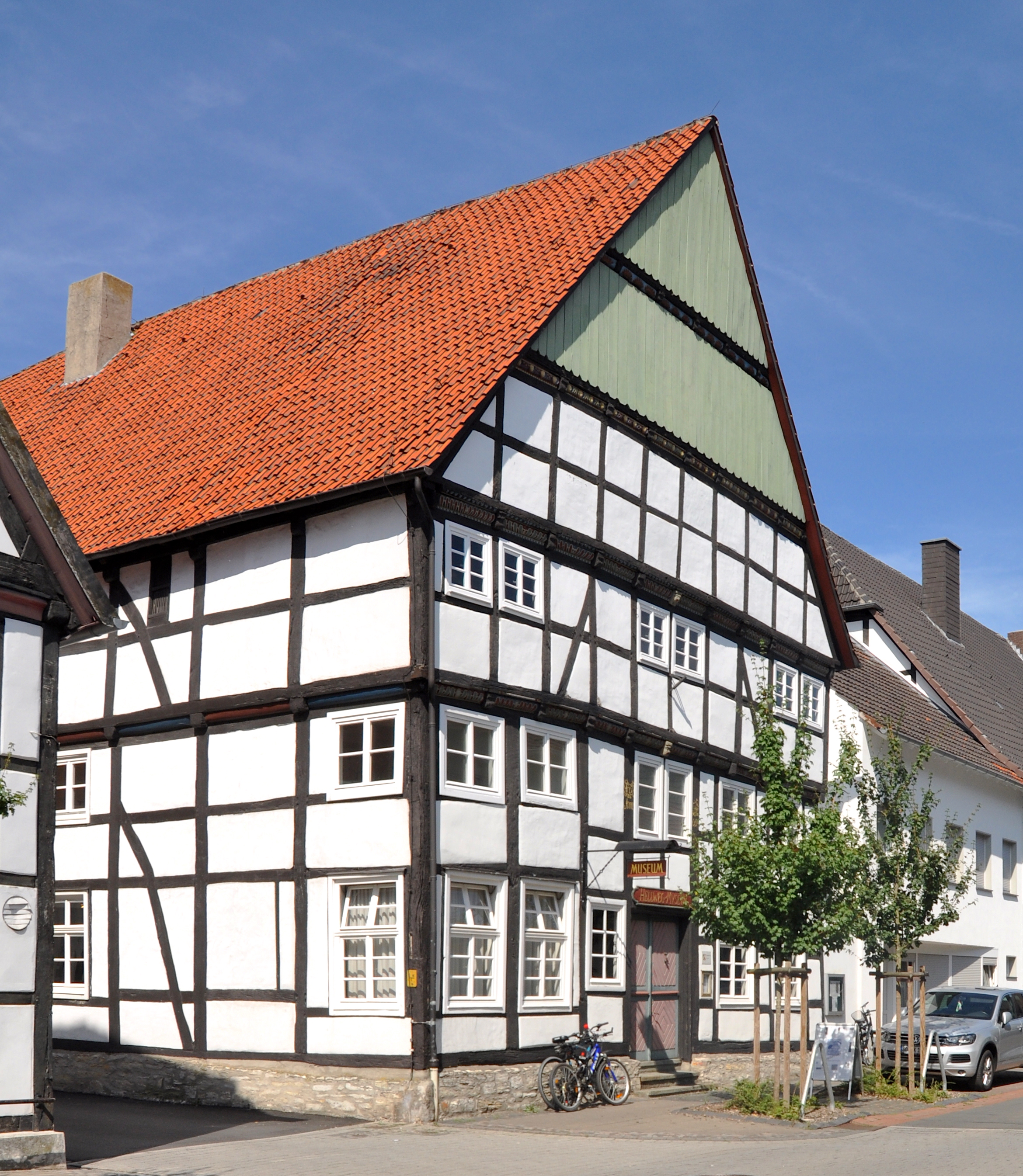
Vlastivědné muzeum
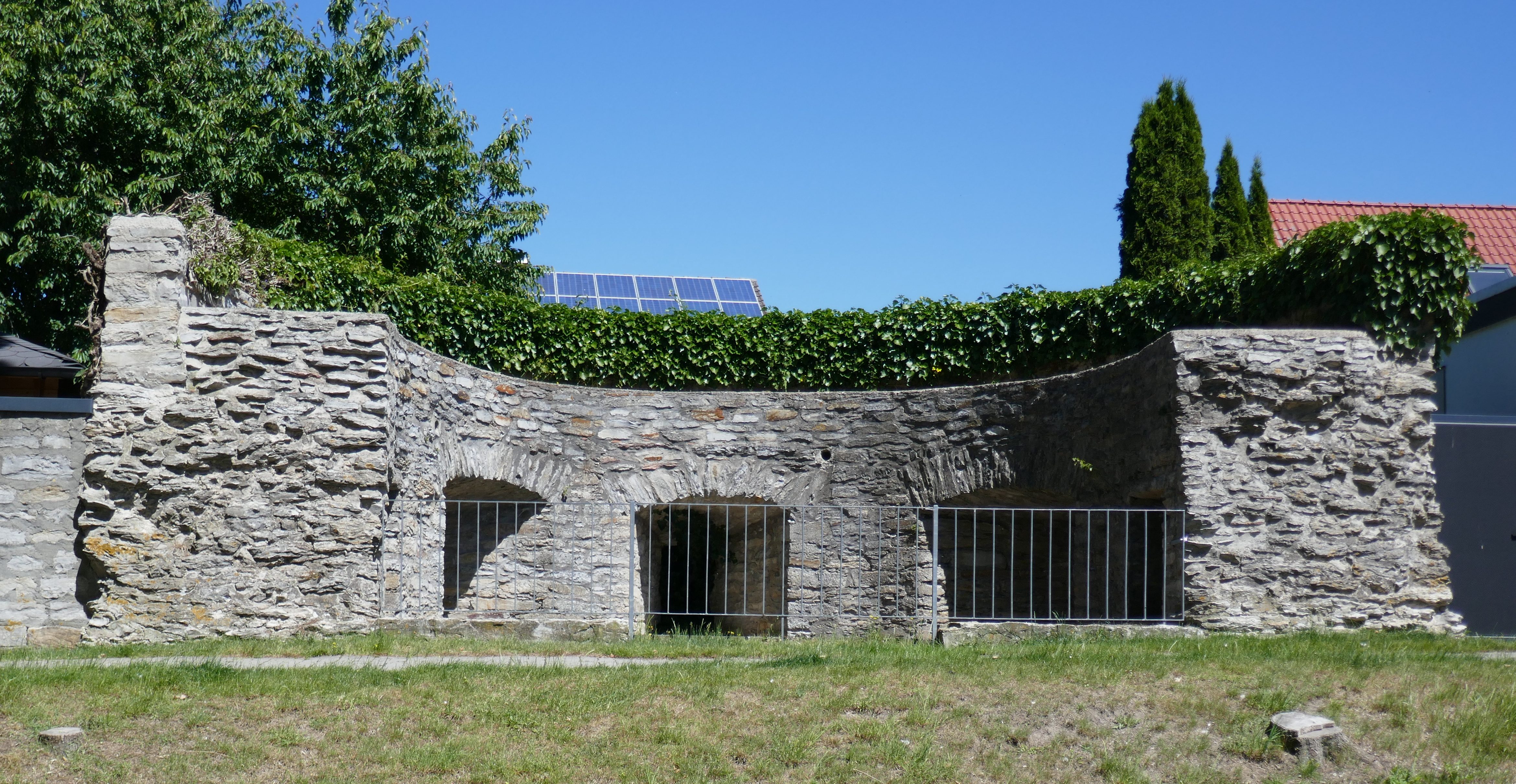
Prašná věž
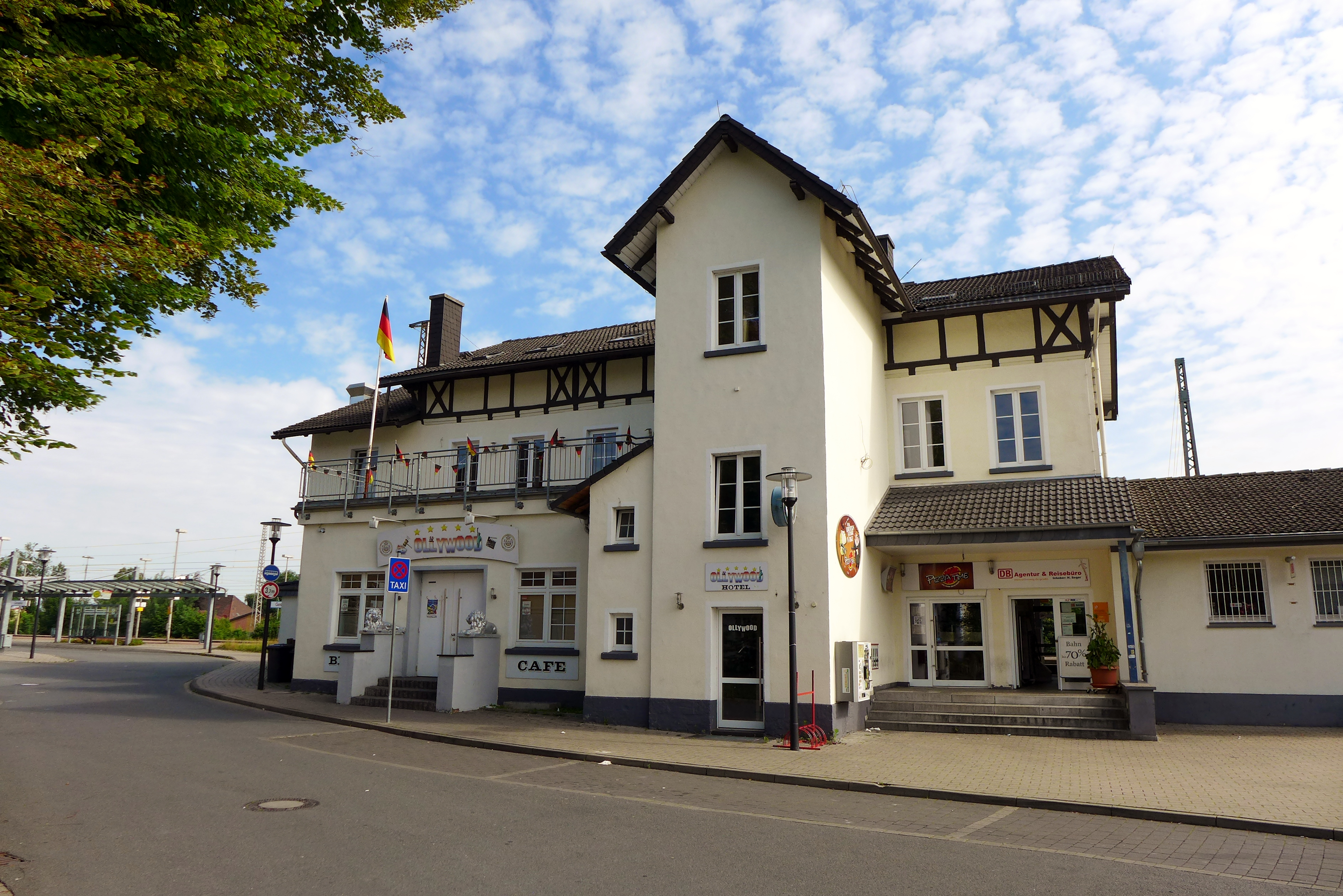
Nádraží